# Smrt přišla brzy
Smrt přišla brzy (v anglickém originále Too Young to Die?) je americký dramatický film z roku 1990. Režisérem filmu je Robert Markowitz. Hlavní role ve filmu ztvárnili Juliette Lewis, Brad Pitt, Michael Tucker, Alan Fudge a Emily Longstreth.

## Obsazení
| Juliette Lewis   | Amanda Sue Bradley   |
| Brad Pitt        | Billy Canton         |
| Michael Tucker   | Buddy Thornton       |
| Alan Fudge       | Mark Calhoun         |
| Emily Longstreth | Jean Glessner        |
| Laurie O’Brien   | Wanda Bradley Sledge |
| Yvette Haydeb    | Annie Meacham        |
| Tom Everett      | Harper               |
| Michael O’Keefe  | Mike Medwicki        |